# Rhodesiella adamsi
Rhodesiella adamsi är en tvåvingeart som beskrevs av Curtis W. Sabrosky 1951. Rhodesiella adamsi ingår i släktet Rhodesiella och familjen fritflugor. Inga underarter finns listade i Catalogue of Life.